# Ованес Сандхкаванеци
Ованес Сандхкаванеци (арм. Հովհաննես Սանդղկավանեցի) — армянский писец и миниатюрист середины XI века, автор «Мугнинского Евангелия».
Биографические данные скудны. В памятной записи одной из рукописей Ованес с использованием тайнописи сообщает имя своих родителей — Давит и Мариам. Известно, что в середине XI века жил и творил в исторической области Аршаруник, в монастыре Сандхкаванк (недалеко от современного города Кагызман). Из его рукописей сохранились три — все хранятся в Матенадаране. Первая написана и иллюстрирована в 1053 году в Сандхкаванке. Вторая рукопись, известная как «Мугнинское Евангелие», не носит чёткой датировки, памятная запись не сохранилась. Обе написаны на пергаментe, шрифтом еркатагир и иллюстрированы, особенно «Мугнинское Евангелие», считающееся одним из шедевров армянского книжного искусства. Третья рукопись, известная как «Евангелие Бегунца», менее иллюстрирована, датирована 1060 годом.
Комментарии
1. ↑  Матенадаран, рукопись №3793
2. ↑  Матенадаран, рукопись №7736
3. ↑  Матенадаран, рукопись №10099